# Epigynopteryx xeres
Epigynopteryx xeres là một loài bướm đêm trong họ Geometridae.